# Legyesbénye
Legyesbénye ist eine ungarische Gemeinde im Kreis Szerencs im Komitat Borsod-Abaúj-Zemplén.

## Geografische Lage
Legyesbénye liegt in Nordungarn, 27 Kilometer nordöstlich des Komitatssitzes Miskolc, vier Kilometer westlich der Kreisstadt Szerencs, an dem Fluss Gilip-patak. Nachbargemeinden sind Bekecs, Monok und Megyaszó.

## Sehenswürdigkeiten
- Griechisch-katholische Kapelle Urunk mennybemenetele
- Heimatgeschichtliches Museum (Helytörténeti Múzeum)
- Höhle, nördlich des Ortes gelegen
- Millenniumsdenkmal (Millenniumi emlékmű)
- Reformierte Kirche, erbaut 1791–1792, der Turm wurde 1898 hinzugefügt
- Römisch-katholische Kirche Jézus Szíve, erbaut 1902

## Verkehr
Durch Legyesbénye verläuft die Landstraße Nr. 3702. Es bestehen Busverbindungen über Bekecs nach Szerencs, wo sich der nächstgelegene Bahnhof befindet, sowie über Megyaszó, Alsódobsza, Gesztely und Felsőzsolca nach Miskolc.